# مايرو (شعب)
مايرو (بالإنجليزية: Maero)‏ حسب مرويات ليجندية عند الماوري في نيوزيلاندا، هم شعب مخيف، أو متوحش، يميلون إلى الصخب مع الناس الناجين ثم يحاربونهم حتى الموت. لهم شعر أشعث وطويل وأظافر عظمية قوية. بعد أن يطعنوا ضحيتهم بأظافرهم المحززة يأكلونها كما هي دون أن يتركوا منها شيئا. عاش المايرو في الغابات، التي حصروا أنفسهم فيها بعد أن وصلت الكائنات البشرية من هاواي وسخرت منهم ودنست تابو بيوتهم، أي حرمات البيوت. هناك اسم آخر يطلق على المايرو هو موهواو mohoao. 

## الأسطورة
وكان هناك رجل اسمه توکویو Tukoio مر في الموهواو أصحاب الشعر الطويل الذي كان يجر خلفهم على الأرض، فكان يطعن الطيور بأظافر أصابعه. وفي إحدى المرات هاجم هذا الموهواو توکویو، ودار صراع ضار إلى أن استطاع توکواو أن يقطع ذراعيه وساقيه. وبعد أن قطع توکواو الرأس وأخذه معه تذكارا لهذه المعركة سمع وهو في عودته إلى المنزل هذا الرأس يقول: «يا أطفالي لقد خطفوني» وعلى الفور ترك توكواو الرأس وفر هاربا. وعندما عاد فيما بعد مع آخرين كان الرأس قد ذهب. لقد جدد موهواو نفسه وعاد إلى الغابة.